# Sędek (województwo świętokrzyskie)
Sędek – wieś w Polsce, położona w województwie świętokrzyskim, w powiecie kieleckim, w gminie Łagów.
W latach 1975–1998 wieś położona była w województwie kieleckim.
Był wsią biskupstwa włocławskiego w województwie sandomierskim w ostatniej ćwierci XVI wieku.
Przez wieś przechodzi  niebieski szlak turystyczny z Chęcin do Łagowa oraz  zielony szlak rowerowy do Łagowa.
| SIMC    | Nazwa               | Rodzaj     |
| ------- | ------------------- | ---------- |
| 0248013 | Bielowa             | przysiółek |
| 0247947 | Górna Droga         | część wsi  |
| 0247953 | Gwiździowa          | część wsi  |
| 0247960 | Łągiew              | część wsi  |
| 0247976 | Orłowiny            | przysiółek |
| 0247982 | Schaby              | część wsi  |
| 0247999 | Stara Wieś Druga    | część wsi  |
| 0248007 | Stara Wieś Pierwsza | część wsi  |

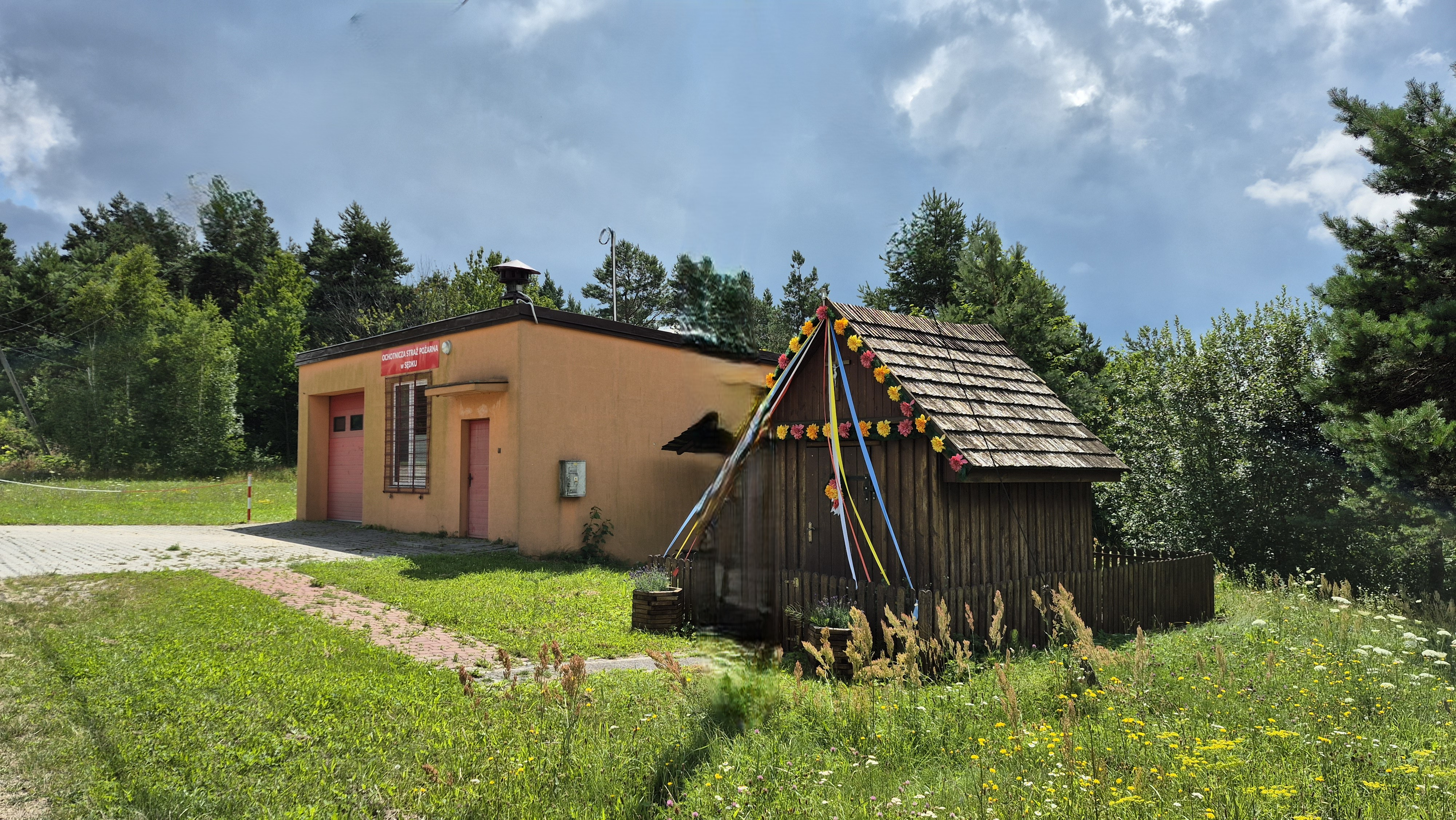
Budynek straży pożarnej i kaplicy
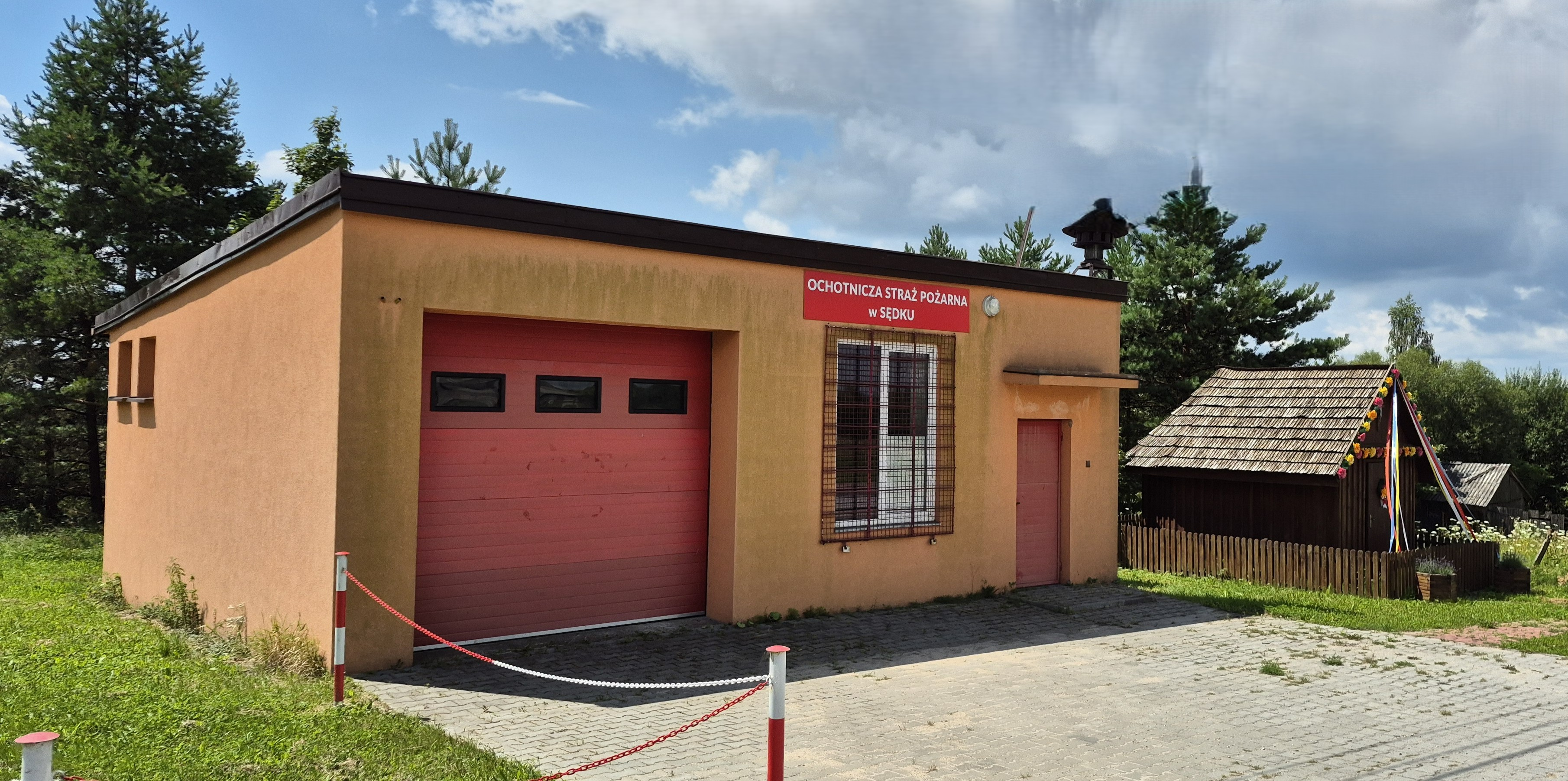
Budynek straży pożarnej
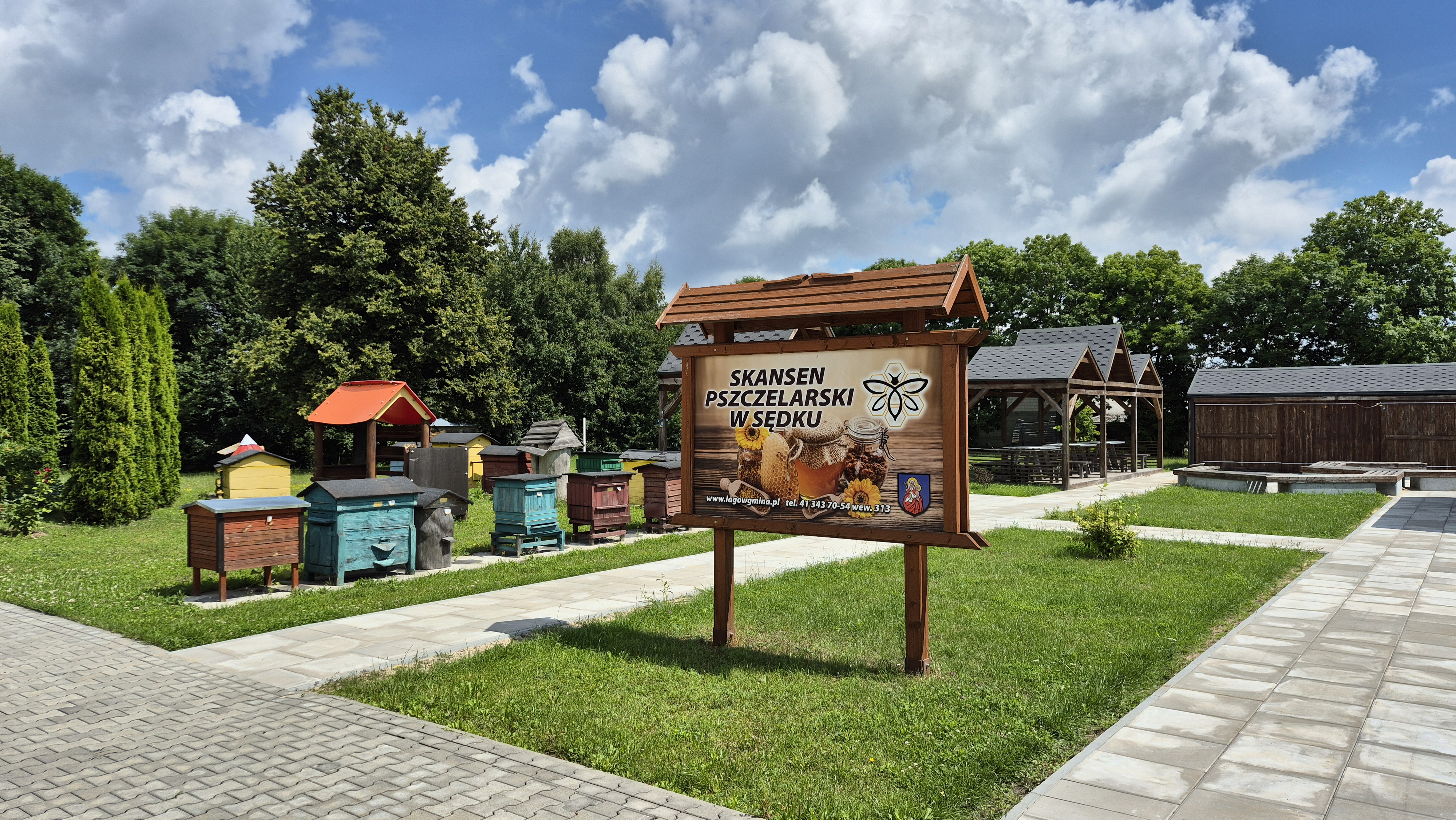
Skansen pszczelarstwa
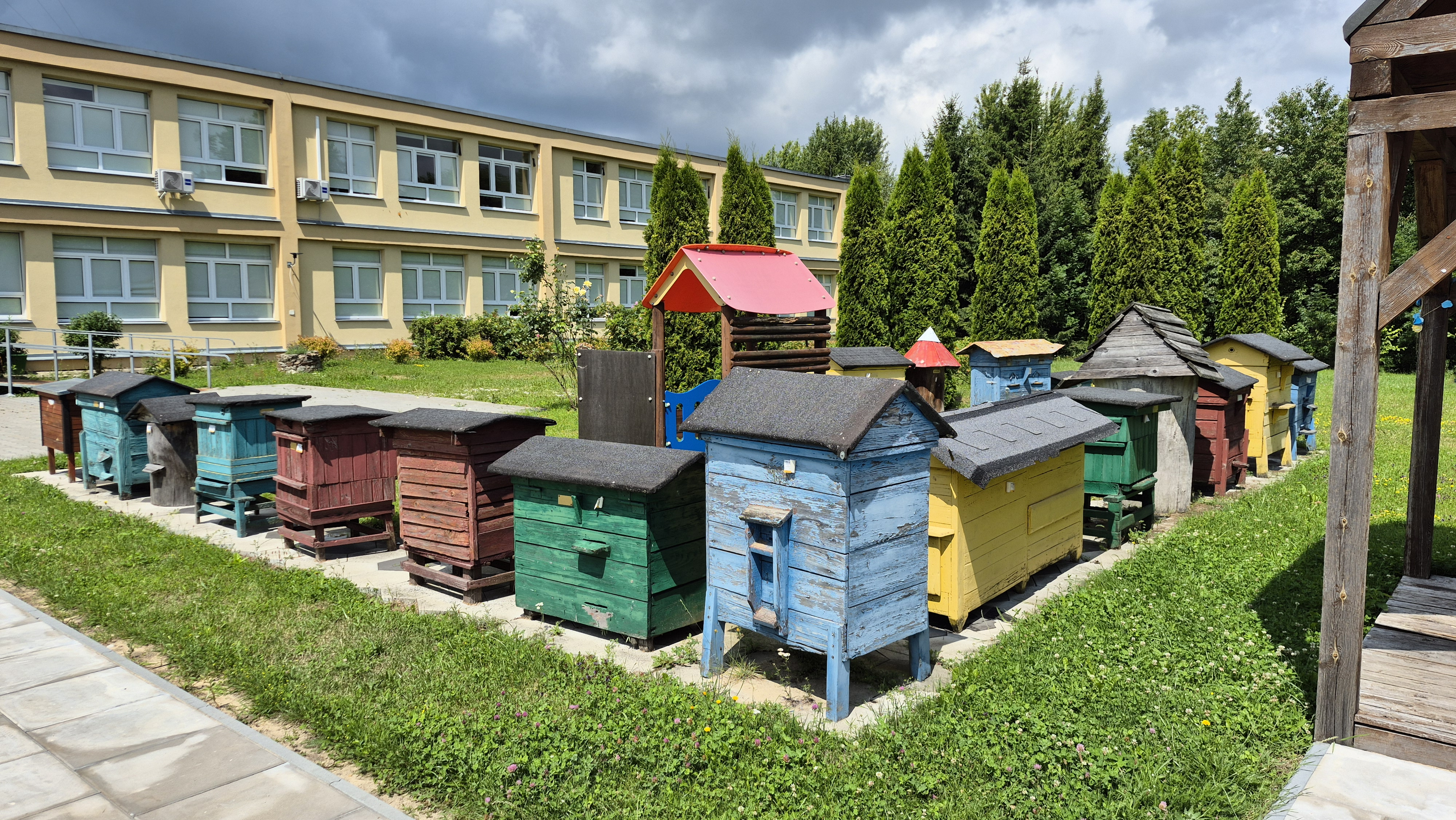
Skansen pszczelarstwa

## Nazwa
Pierwotna nazwa wsi używana w XV wieku brzmiała Szadek. Nazwa wsi stanowi staropolskie zdrobnienie od imion takich, jak Sędowin, Sędzimir, Sędomir, Sędzisław, Sędosław, Sędziwoj, Sędowoj, Sędźwoj, Sędziwuj.

## Historia
Długosz w połowie XV w. opisuje Szadek (dziś Sędek) w parafii Łagów która to wieś stanowiła własność biskupstwa kujawskiego. Wieś posiadała 6 łanów kmiecych z których płacono po trzy fertony czynszu, mieszkańcy obowiązani byli wspólnie z właścicielem polować. Z 2 łanów sołtysich obowiązkową była służba wojskowa. Wszystkie role kmiece płaciły dziesięcinę, wartości 5 grzywien biskupowi kujawskiemu, 2 łany sołtysie płaciły dziesięcinę plebanowi w Baćkowicach (Długosz, LR. t.I 627, t.II 467).
Według rejestru poborowego powiatu sandomierskiego z r. 1578 wieś Sędek położona w parafii Łagów, należąca do biskupa krakowskiego, miała 6 osad i 3 łany kmiece. Mateusz Szendkowski posiadał 1 łan sołtysi, był 1 komornik (Pawiński, Kodeks Małopolski, 189).
W wieku XIX wieś w powiecie opatowskim, parafii Łagów odległa od Opatowa 29 wiorst.
Według spisu miast, wsi, osad Królestwa Polskiego z roku 1827 było tu 32 domów i 227 mieszkańców.

Spis z roku 1889 pokazał 74. domów, 491 mieszkańców, 753 mórg gruntów włościańskich i 2 morgi dworskie.